# Edgar Harter
Edgar Harter (* 1946 in Magdeburg) ist ein deutscher Schauspieler, Hörspielsprecher und Kabarettist.

## Leben
Bereits während seiner Schulzeit spielte Edgar Harter Theater. Er erlernte zunächst den Beruf des Buchhändlers, stand während seiner Ausbildung aber weiterhin als Statist auf der Bühne. Nach Beendigung seiner Lehrzeit studierte Harter an der Hochschule für Schauspielkunst „Ernst Busch“ Berlin. Ein erstes Engagement hatte er von 1970 bis 1972 am Meininger Theater, ehe er an das Landestheater Neustrelitz wechselte. Eine weitere Station seiner Bühnenlaufbahn war das Deutsche Theater in Berlin.
Nachdem Harter am 16. November 1975 zum ersten Mal auf der Bühne des Kabaretts Die Distel gestanden hatte, konnte er im November 2015 dort sein 40-jähriges Bühnenjubiläum feiern. In 46 Programmen mit mehr als 10.000 Vorstellungen war er bis dahin aufgetreten, bis heute gehört er dem Ensemble an.
In den 1970er-Jahren arbeitete Harter gelegentlich vor der Kamera, umfangreicher war ab 1974 bis Ende der 1990er-Jahre sein Schaffen als Hörspielsprecher. Hier war er in über 150 Produktionen eingesetzt, unter anderem sprach er in den langlebigen Reihen Waldstraße Nummer 7 und Neumann, zweimal klingeln.
Edgar Harter lebt in Berlin.

## Filmografie
- 1971: Kennen Sie Urban?
- 1976: Das Abenteuer
- 1976: Abschied von Gabriele
- 1977: Polizeiruf 110 – Trickbetrügerin gesucht
- 1977: Der Hasenhüter
- 1977: Verfolgung
- 1978: Polizeiruf 110 – Bonnys Blues
- 1979: Zwischen zwei Sommern
- 1979: Alles hört auf Ottokar

## Hörspiele (Auswahl)
- 1974: Speckhut – Autor: Francisco Pereira da Silva – Regie: Joachim Staritz
- 1976: Aktion Friseurgeschäft – Autor: Lutz Rathenow – Regie: Joachim Staritz
- 1976: Prinz Friedrich von Homburg – Autor: Heinrich von Kleist – Regie: Joachim Staritz
- 1977: Zwerg Nase – Autor: Wilhelm Hauff – Regie: Christa Kowalski
- 1978: Kleines Haus am Wald – Autor: Jan Eik – Regie: Achim Scholz
- 1978: Vom Aberheiner – Autorin: Ingrid Hahnfeld – Regie: Achim Scholz
- 1979: Der junge Mann mit der Blume – Autor: Tudor Popescu – Regie: Ingeborg Medschinski
- 1980: Der kleine König – Autor: Bernd Schirmer – Regie: Achim Scholz
- 1982: Links und rechts der Straße – Autor: Michael Kautz – Regie: Achim Scholz
- 1983: Bankett für eine Zeitung – Autor: Günter Karl – Regie: Fritz Göhler
- 1984: Die Daube – Autor: Doru Motoc – Regie: Dan Puican
- 1984: Begegnung in Gips – Autor: Vlastimil Venclík – Regie: Fritz-Ernst Fechner
- 1985: Ich – Baron Münchhausen – Autorin: Regina Weicker – Regie: Maritta Hübner
- 1985: Das Gold von Lakros – Autorin: Waltraut Lewin – Regie: Manfred Täubert
- 1985: Die Dame mit dem langen Haar – Autorin: Susanne Winter – Regie: Joachim Gürtner
- 1986: Die Geschichte vom Hahn Chantecler – Autor: Edmond Rostand – Regie: Maritta Hübner
- 1986: Tatbestand (Folge 32: Traumtänzerin) – Autor: Arno Rude – Regie: Christa Kowalski
- 1986: Die Heimat des Fußballers ist der Rasen – Autor: Volkmar Röhrig – Regie: Barbara Plensat
- 1986: Fabian oder Der Gang vor die Hunde – Autor: Erich Kästner – Regie: Joachim Staritz
- 1986: Alice im Wunderland – Autor: Lewis Carroll – Regie: Rainer Schwarz
- 1987: Harro – Autor: Norbert Marohn – Regie: Achim Scholz
- 1988: Ohne Kommentar – Autor: Bernd Raffelt – Regie: Werner Grunow
- 1988: Der Turm – Autor: Christian Hussel – Regie: Achim Scholz
- 1989: Santerre – Autor: Peter Brasch – Regie: Joachim Staritz
- 1989: Zirbelmann – Autorin: Elke Krehl – Regie: Edith Schorn
- 1990: Fortsetzung fehlt – Autor: Klaus G. Zabel – Regie: Edith Schorn
- 1992: Hans Eierkuchen – Autor: Rolf Gozell – Regie: Wolfgang Rindfleisch
- 1993: Bring es nach Hause, Baby – Autor: Rainer Lindow – Regie: Wolfgang Rindfleisch und Gabriele Bigott
- 1995: Schlachthaus – Autor: Andreas Knaup – Regie: Joachim Staritz
- 1997: Und zwischen zwei Nächten kommt manchmal ein Tag – Autorin: Dagmar Scharsich – Regie: Christa Kowalski